# Heidi Van Tielen
Heidi Van Tielen (Borgerhout, 6 oktober 1985) is een Belgisch presentatrice, voice-over en stemactrice die voor het radiostation Joe werkt. Ze is de jongere zus van Erika Van Tielen.

## Opleiding
Van Tielen studeerde in 2008 af aan de Katholieke Universiteit Leuven in de klassieke filologie. Daarnaast behaalde ze ook een lerarendiploma.

## Loopbaan

### Medialaan en DPG Media
Van Tielen ging in 2008 aan de slag als nieuwslezeres en redactielid bij Q-music. In 2009 maakte ze de overstap naar zusterzender JOE fm, waar ze co-presentatrice werd van Raf Van Brussel en Alexandra Potvin in hun toenmalige ochtendprogramma. Vanaf april 2012 kreeg ze haar eigen programma's op de zender, met eerst het romantische avondprogramma Heartbeats en vanaf maart 2015 nog enkele maanden 90's Unlimited op het middaguur. In het najaar van 2015 keerde ze terug naar Qmusic en werd ze er vier jaar lang de co-presentatrice van gewezen Studio Brussel-stem Sam De Bruyn. Tijdens het radioseizoen 2015-2016 presenteerden ze er het avondblok tussen 16 en 19 uur en vanaf het najaar 2016 verzorgen ze de ochtendspits tussen 6 en 9 uur, waarbij ze vanaf 2018 werden geflankeerd door Wim Oosterlinck. 
In juni 2019 laste Van Tielen een pauze in op de radio. Nadat ze bekend maakte dat ze zwanger was van haar eerste kindje, verdween Van Tielen een maand later van de radio. Eind oktober 2019 beviel ze van een zoon, Magnus. Een jaar later zocht ze haar liefde voor de radio terug op. Ze keerde terug naar Joe en presenteert op vrijdagavond het programma Joe Funk & Disco Fever (ook zaterdagavond, maar dan wordt het gepresenteerd door Alexandra Potvin). Vanaf het najaar van 2022 presenteert Van Tielen samen met Bart-Jan Depraetere het programma Soulmates, dat het voormiddagblok vormt op werkdagen. In dat programma draait het duo voornamelijk soul-, funk- en disconummers uit alle decennia. 
Naast haar radiowerk doet Van Tielen ook regelmatig stemmenwerk. Zo was ze de stem van het VTM-programma Binnen De Minuut en leest ze verschillende programma’s in voor Vitaya. Voor die laatste zender maakte ze in 2013 ook haar debuut als televisiepresentatrice, van het programma De Make-Under. In 2016 sprak ze de Vlaamse stem in van Gazelle voor de tekenfilm Zootropolis.

## Trivia
- In 2009 nam Van Tielen voor één aflevering deel aan het spelprogramma Blokken op de televisiezender VRT.
- In 2017 deed Van Tielen mee aan De Slimste Mens ter Wereld.
- In 2024 nam ze deel aan de Code van Coppens samen met Anke Buckinx.

Huidig (anno 2023):
Jan Bosman · Anke Buckinx · Alain Claes · Chloé De Bie · Rani De Coninck · Bart-Jan Depraetere · Yves De Wolf · Evi Geysels · Tess Goossens · Kris Mannaerts · Sven Ornelis · Alexandra Potvin · Carl Schmitz · Kenneth Stevens · Raf Van Brussel · Dieter Vandepitte · Ann Van Elsen · Brecht Vanmeirhaeghe · Lenke Van Olmen · Heidi Van Tielen · Kris Wauters
Voormalig (2009–2023):
Luk Alloo (2016–2017) · Born Crain (2017–2020) · Herbert Bruynseels (2009–2017) · Jelle Cleymans (2011, 2022) · Nathalie Delporte (2014–2019) · Leen Demaré (2009–2019) · Leen Dendievel (2023) · Truus Druyts (2009–2017) · Els De Craecker (2009–2017) · Sophie Dewaele (2009–2010) · Michel Follet (2009–2016) · Bert Geenen (2009–2011) · Evy Gruyaert (2023) · Evi Hanssen (2017–2021) · Johan Henneman (2009) · Joris Hessels (2021) · Anne Paulissen (2018–2023) · Kathy Pauwels (2009–2010) · Laurens Pays (2013–2016) · Sofie Santermans (2011–2020) · Tony Talboom (2012–2016) · Jo Van Belle (2013–2016) · Dominique Van Malder (2021) · Elke Van Mello (2011–2021) · Bjorn Verhoeven (2012–2018) · Peter Verhoeven (2018–2019) · Robin Vissenaekens (2012–2016)
Huidig (anno 2023):
Ulrike D'hauwer · Liam D'hert · Dorothee Dauwe · Tom De Cock · Jana De Wilde · Vincent Fierens · Yoren Linsen · Maxine Janssens · Nils Melckenbeeck · Loore Nelen · Regi Penxten · Jolien Roets · Emma Salden · Jan Thans · Maarten Vancoillie · Matthias Vandenbulcke · Paulien Van der Jeugt · Naomi Vanderpoorten · Vincent Vangeel · Liam Van Haverbeke · Dimitri Wouters
Voormalig (2001–2023):
Dorianne Aussems (2013–2014) · Rik Boey (2010–2013, 2015–2017) · Born (2015–2017) · Herbert Bruynseels (2001–2009) · Anke Buckinx (2007–2016) · Bab Buelens (2020) · Armin van Buuren (2021–2022) · Marcia Bwarody (2013–2017) · Joren Carels (2018–2020) · Séverine Champeaux (2013–2015) · Sam De Bruyn (2015–2020) · Erwin Deckers (2001–2008) · Jolien De Greef (2015) · Anneke De Keersmaeker (2002) · Felice Dekens (2011–2022) · Frederika Del Nero (2011–2012) · Nathalie Delporte (2001–2014) · Serge De Marre (2004–2015) · Eline De Munck (2012–2014) · Bart-Jan Depraetere (2001–2019) · Dries De Vis (2019–2020) · Inge De Vogelaere (2017–2020) · Sean Dhondt (2015–2023) · Elien D'hooge (2019–2021) · Yasmina El Messaoudi (2014–2015) · Evi Geysels (2010–2018) · Elizabeth Gesels (2016) · Violette Goemans (2015–2017) · Jenno Hallaert (2012–2015) · Wine Lauwers (2011–2019) · An Lemmens (2015–2019) · Kris Mannaerts (2006–2011) · Kristin Moers (2002–2003) · Marie Monballiu (2014–2021) · Sarah Mylle (2016–2020) · Johan Notebaert (2001–2002) · Wim Oosterlinck (2006–2020) · Sven Ornelis (2001–2016) · Hans Otten (2002–2003) · Xander Peeters (2011–2013) · Astrid Philips (2011–2014) · Elke Plancke (2012–2013) · Jarne Ponet (2023) · Alexandra Potvin (2001–2009) · Jarne Rediers (2021-2023) · Kürt Rogiers (2008–2015) · Thomas Rottier (2021-2023) · Carl Schmitz (2001–2014) · Elias Smekens (2013–2018) · Kenny Smet (2006–2011) · Toon Smet (2015–2018) · Sara Steegen (2011–2012) · Kenneth Stevens (2006–2016) · Loïc Thaler (2015-2016, 2018-2022) · Shalini Van den Langenbergh (2014–2018) · Julie Van den Steen (2021) · Joke van de Velde (2013–2015) · Elke Vanelderen (2005–2006) · Arne Vanhaecke (2015–2016) · Maureen Vanherberghen (2016–2023) · Elke Van Mello (2008–2010) · Francesca Vanthielen (2001–2002) · Erika Van Tielen (2006–2008) · Heidi Van Tielen (2015–2018) · Bjorn Verhoeven (2001–2012) · Peter Verhoeven (2001–2018) · Steffi Vertriest (2013–2015) · Kristien Wollants (2018–2020)